# Bitva Slavného 1. června
Bitva Slavného 1. června (anglicky Glorious First of June, francouzsky Bataille du 13 prairial an II) byla námořní bitva roku 1794 mezi Velkou Británií a Francií v Atlantském oceánu. Jednalo se o první větší střetnutí na moři během francouzských revolučních válek. Po přerušení diplomatických styků mezi Británií a Francií mělo britské královské námořnictvo za úkol napadnout početný konvoj s potravinovou pomocí směřující z USA do Francie. K ochraně konvoje byla vyslána francouzská válečná flotila admirála Villareta, který na otevřeném moři na přelomu května a června 1794 podstoupil boj s loďstvem britského admirála Howea. Rozhodující bitva 1. června 1794 byla sice fakticky britským triumfem, Francouzům se ale podařilo uchránit konvoj se zásobami potravin, který krátce poté bezpečně přistál v Brestu. Jako jedna z mála bitev námořní historie je označována datem, protože se odehrála na širém oceánu vzdálená více než 700 kilometrů od nejbližšího pevninského bodu (ostrov Ouessant). Ve Francii bývá dodnes uváděna s datem podle tehdy platného revolučního kalendáře (13. prairialu roku 2)

## Předehra
K válečnému stavu s republikánskou Francií se Velká Británie připojila v roce 1793 po popravě Ludvíka XVI., boje se do té doby odehrávaly převážně na evropské pevnině. Teprve vstupem Británie do války se konflikt rozšířil i na moře. Po nepříliš slavné participaci ve válce proti USA bylo nyní britské královské námořnictvo připraveno mnohem lépe. Francie oproti tomu trpěla nesnadným přechodem od královského k republikánskému loďstvu, posádky byly nedostatečně vycvičené, chyběla disciplína a navíc panovaly četné kompetenční spory mezi veliteli. Po neúrodě v roce 1793 se zhoršila hospodářská situace Francie, vzhledem k válečnému stavu se všemi sousedními zeměmi však nebylo možné zajistit potraviny v Evropě. Výbor pro veřejné blaho proto v roce 1794 zorganizoval nákup obilí, rýže a dalších komodit ve spřátelených Spojených státech amerických. Náklad byl naložen na 127 lodí, které měl do Francie přepravit admirál Pierre Jean Vanstabel. V počtu lodí a velikosti nákladu se liší informace z různých zdrojů, podle některých propočtů se ale jednalo o množství potravin, které by vystačilo na několik měsíců pro bezmála milión lidí. Pod hrozbou hladomoru a nepokojů bylo v nejvyšším zájmu francouzských státních úřadů, aby se takový konvoj dostal v bezpečí do Francie.

## Průběh bitvy

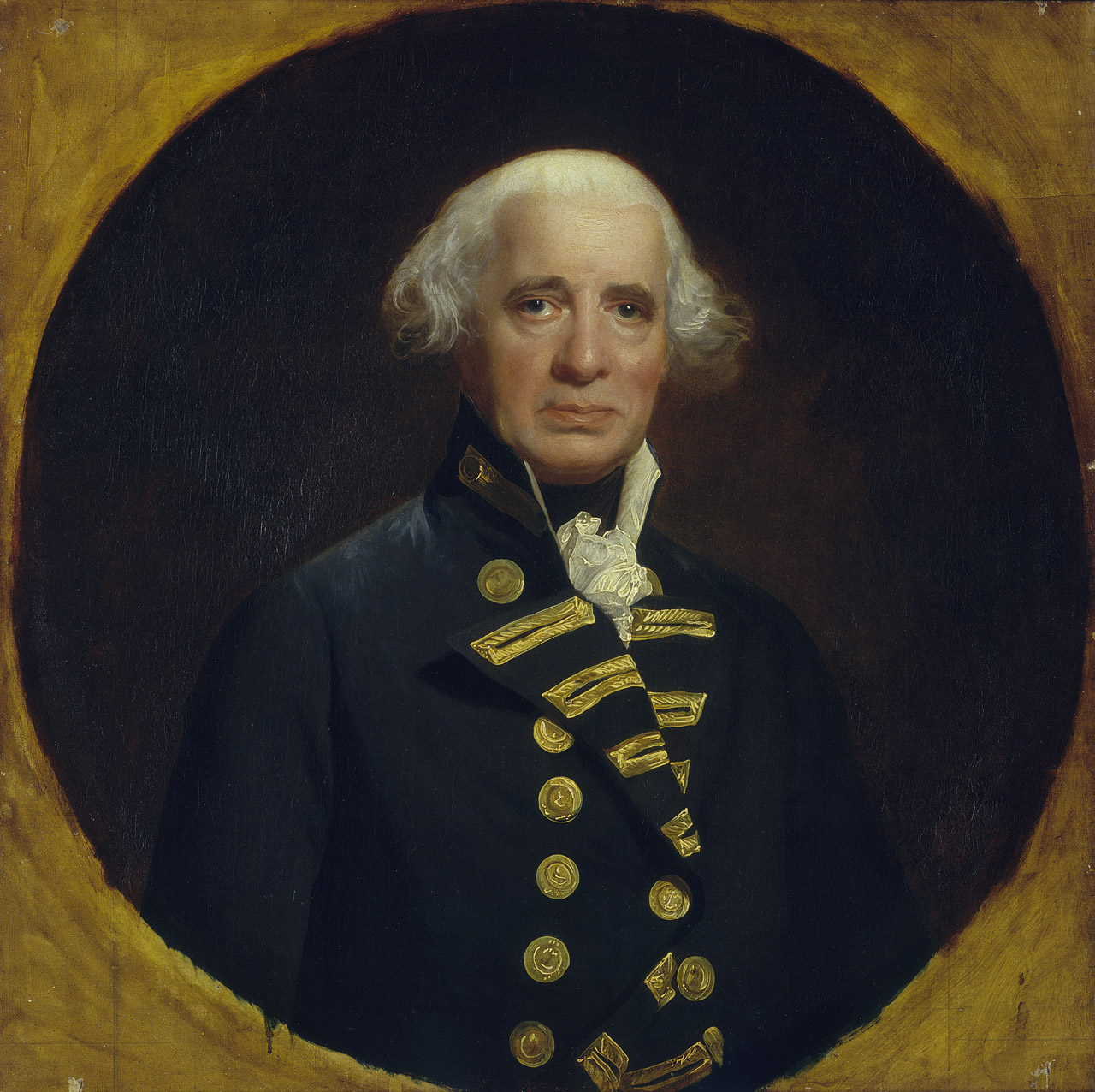
Britský vrchní velitel admirál hrabě Richard Howe

K ochraně potravinového konvoje byl z Brestu 2. května 1794 vyslán admirál Villaret de Joyeuse se svou flotilou. Ve stejnou dobu vyplul z Portsmouthu admirál Howe se svým loďstvem Channel Fleet, jehož úkolem bylo konvoj přepadnout. Francouzi ani Britové přitom v té době neznali přesnou lokalizaci konvoje ani jeho směr. V Biskajském zálivu na konvoj jako první narazil francouzský admirál Nielly, který jej vzal pod svou ochranu, zatímco admirál Howe byl úspěšný v pátrání až o několik dní později. Francouzům se mezitím podařilo zajmout několik nizozemských obchodních lodí, tím ale došlo k oslabení francouzských pozic, protože několik lodí s nizozemskou kořistí bylo okamžitě odesláno do Francie. Když se Villaret de Joyeuse dostal na dohled od Howeovy flotily, podnikl úhybný manévr směrem na západ hlouběji do Atlantiku, aby odlákal pozornost od potravinového konvoje. Howe jej pronásledoval a obě flotily se utkaly v několika menších střetnutích již koncem května. Síly na obou stranách byly vyrovnané, Britové měli k dispozici 25 řadových lodí, Francouzi 26, obě flotily navíc doprovázelo ještě několik menších plavidel typu fregat, korvet nebo zápalných lodí. Nutno dodat, že francouzské lodě v té době byly mohutnější a disponovaly i větším počtem děl. Howeova vlajková loď HMS Queen Charlotte měla 100 děl, Villaretova admirálská loď Montagne disponovala 120 děly.

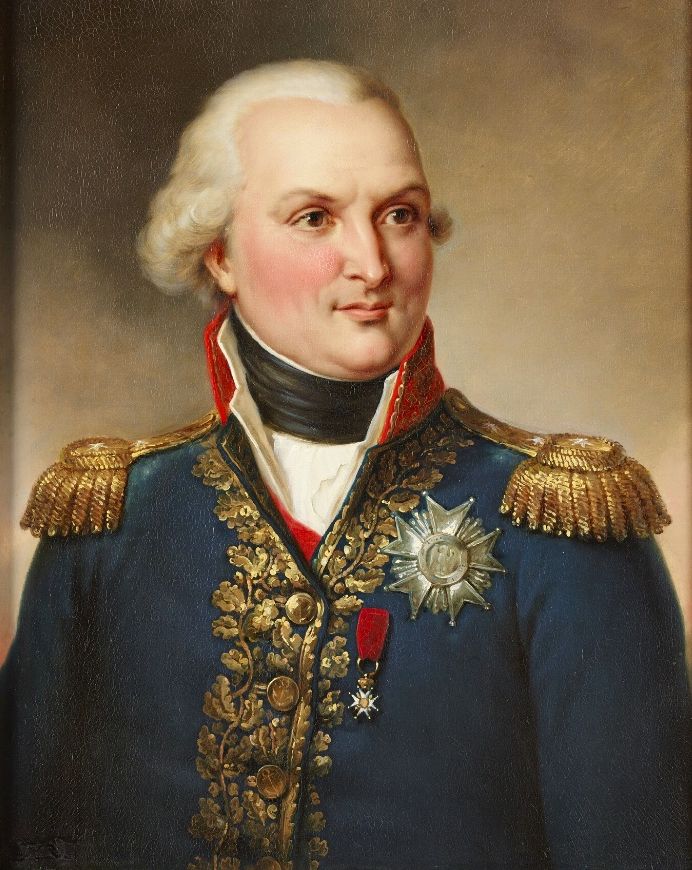
Francouzský vrchní velitel kontradmirál Louis Thomas Villaret de Joyeuse

Kvůli husté mlze se ve dnech 30. a 31. května nic nedělo, k rozhodujícímu boji zavelel admirál Howe ráno 1. června, který využil příznivého větru. Namísto tradiční taktiky boje bok po boku jednotlivých lodí nařídil útok kolmo na francouzské linie. Jeho rozkazy však byly částečně nepochopeny, částečně ignorovány, problémy s disciplínou měl ostatně i francouzský vrchní velitel Villaret de Joyeuse. Namísto soustředěného centrálního útoku došlo ke zmateným bojům s třemi ohnisky. Během dopoledne následoval přímý střet mezi admirálskými loděmi HMS Queen Charlotte a Montagne. Villaret před polednem se svou poškozenou lodí uhnul z bojiště na sever, podařilo se mu ale zorganizovat novou bojovou formaci, i když s menším počtem plavidel. Nové bitevní postavení uspořádal i Howe, ale měl k dispozici již jen jedenáct bojeschopných lodí, proto se do dalšího útoku nepustil. Boje ustaly ještě před soumrakem, Britové napočítali 297 mrtvých a 865 zraněných. Francouzská strana měla mnohem větší ztráty 1650 mrtvých, 1000 zraněných a 4000 zajatých námořníků. Šest francouzských lodí, byť značně poškozených, padlo do britského zajetí. Sedmá zajatá loď Vengeur du Peuple (Mstitel lidu) se jako jediná během bitvy potopila. Ze 723 mužů posádky se podařilo zachránit přibližně polovinu, většina námořníků byla ale značně opilá, což se tehdy příliš nezmiňovalo. Zkáza lodi Vengeur du Peuple byla díky revoluční propagandě ve Francii dlouhodobě nepatřičně glorifikována a její příběh se dostal i do Vernova románu Dvacet tisíc mil pod mořem. Druhý den po bitvě, ráno 2. června odplul admirál Howe směrem do Portsmouthu, francouzský admirál Villaret pak zamířil k Brestu.

## Výsledek

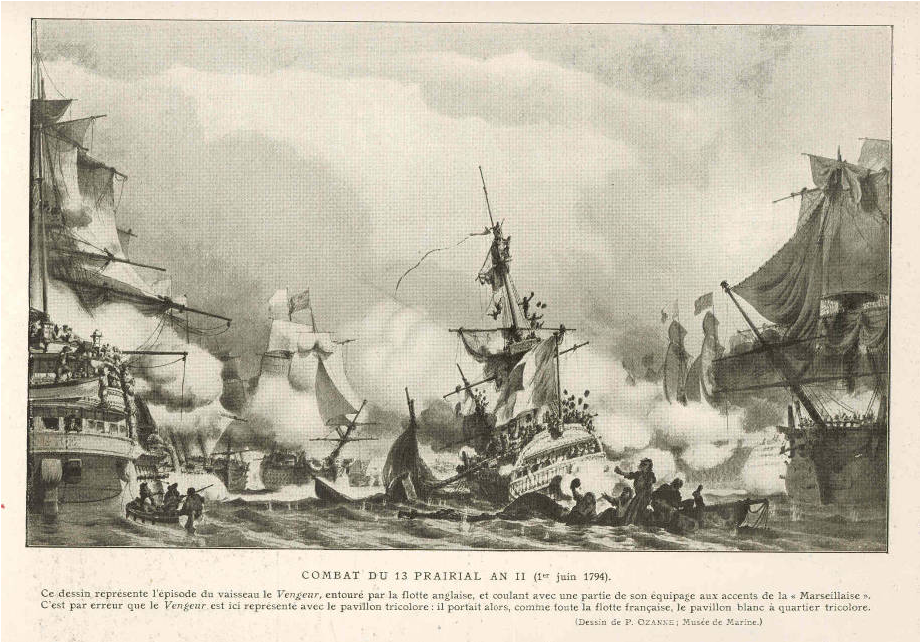
Potopení lodi Vengeur du Peuple

Vítězství si nárokovaly obě strany. Z taktického hlediska byla bitva britským úspěchem, protože Royal Navy neztratila ani jednu loď, naopak zajala nebo zničila sedm francouzských. Francouzům se ale podařilo ochránit potravinový konvoj z USA, který se ztrátou jediné ztroskotané lodi dorazil 12. června do Brestu. Admirál Howe byl kritizován, že nepokračoval v boji, ale se čtrnácti vážně poškozenými loděmi si to nemohl dovolit. Stejně tak byl ve Francii kritice podroben i Villaret de Joyeuse, který po ztrátě sedmi lodí upustil od dalšího boje.
Admirál Alexander Hood získal peerský titul barona Bridporta. Na barona byl povýšen také viceadmirál Thomas Graves, který byl vážně zraněn na palubě lodi HMS Royal Sovereign v přímém souboji s lodí Terrible francouzského druhého vrchního velitele Bouveta. Další čtyři britští admirálové získali za účast v bitvě titul baroneta. Vážně zranění kontradmirálové Thomas Pasley a George Bowyer navíc obdrželi roční penzi ve výši 1 000 liber (oba v bitvě přišli o nohu). Vrchní velitel admirál Howe byl navržen na udělení prestižního Podvazkového řádu, získal jej ale až o několik let později. Vážně zraněný kapitán John Harvey zemřel 30. června v Portsmouthu a později mu byl vybudován pomník ve Westminsterském opatství. Ve Francii se žádné hromadné povyšování nekonalo vzhledem k uznávaným republikánským principům rovnosti, pouze Villaret de Joyeuse obdržel hodnost viceadmirála, došlo také na několik menších finančních odměn.
Více stran projevilo zájem o ukořistěná děla z francouzských lodí, jednalo se o úplně nové a kvalitní zbraně vyrobené ve Švédsku. Do svého arzenálu je chtělo získat například Portugalsko, nakonec ale děla za 24 000 liber koupila britská vláda a vyzbrojila jimi přístav Portsmouth.